# 朽木ルキア
朽木 ルキア（くちき ルキア）は、久保帯人作の漫画作品およびそれを原作としたアニメ『BLEACH』に登場する架空の人物で、同作の準主人公である。アニメでの声優は折笠富美子。ミュージカルでの俳優は佐藤美貴→甲斐千尋。実写映画での俳優は杉咲花。

## プロフィール
- 護廷十三隊所属、十三番隊隊員→副隊長→隊長
- 身長：144cm
- 体重：33kg
- 誕生日：1月14日
- 出身：南流魂街78地区「戌吊」（イヌヅリ）
- テーマミュージック: アシュリー・マクアイザック（Ashley MacIsaac） "Wing-Stock" （『Hi™ How Are You Today?』収録）

## 人物
護廷十三隊の十三番隊に所属し、物語開始時に初めての現世駐在任務として空座町を担当している女死神。一人称は「私」。口癖は「馬鹿者」「たわけ」。黒髪のセミロングで後髪がはね、真ん中辺りの前髪が鼻の付け根を通って左斜め下に向かって伸びている。外見は小柄で、遊子と体格が似ている。恋次曰く「どこか気品が漂っている」。基本的に古風な固い言葉遣いで話し、男勝りで気が強いが、自分より相手を気遣うこともできる優しい性格。過去のトラウマや現在の複雑な境遇もあって、かなり繊細。年齢は約150歳前後。
空座町駐在任務中に黒崎家に入り込み、黒崎一護と出会う。虚に襲われた一護とその家族をかばって重傷を負い戦闘不能状態となるが、一か八かの方法で一護を死神化させて窮地を脱し、自らは引き換えに死神能力をほとんど失う。しばらくは義骸に入り、能力回復するまでのつもりで一護に死神代行を任せ、その活動をサポートする。その間は一護の部屋の押入れに潜んで住み、現世で一護の学校に潜入して高校生活を送る。
昔は剣術の才が乏しく、鬼道は得意で真央霊術院でも好成績を残しているものの入隊時には護廷隊員としては並程度だった。一般隊員のときから席官クラスの実力を秘めているが、義兄の根回しもあり、危険度の高い任務に参加する機会は海燕殉職事件以外ではほとんどなかった模様。
基本的に冷静で生真面目な性格だが、お茶目で愛嬌がある。ウサギグッズには目がなく、特にソウルキャンディーのチャッピーが好き。何かを説明するときには必ずウサギのイラスト（ほかにもクマやタヌキ、劇場版ではカブト虫だったこともある）を描いて説明するが、絵は下手（ファンブックによればヘタウマ系）で、いつも一護につっこまれている。義兄と同じ方向に美的感覚がズレている。現世で高校生活を送っていたときは、クラスメイトの前では猫を被って妙な淑女キャラで通していた。死神代行篇では、一護以外の黒崎家に気づかれないよう潜んでいたが、破面篇では泣き落としの嘘をついて、彼らの了承を得て同居している。趣味は高いところに登ること。好きな食べ物はキュウリ・白玉あんみつ。グラビアカレンダー「White Allegory」が発売されている模様。
すべての事態が終結したあと、十三番隊新隊長に就任する。

### 義兄・白哉との関係
真央霊術院に入った後に大貴族の朽木家に養子として迎えられ、以降朽木白哉の義妹となる。白哉から養子に望まれたにもかかわらず、冷遇されることに戸惑いと寂しさを覚えていた。藍染謀反発覚後、養子の件が姉（緋真）の願いであったことを打ち明けられ、以後は歩み寄る。
小説『THE HONEY DISH RHAPSODY』では、ルキアが療養中の白哉のために料理に奮闘するなど、義兄妹の間にあった溝を埋めるエピソードが描かれている。以前の彼女の料理は恋次曰く「寿命が縮みそうなほどひどい味」だったらしいが、作中での料理の出来は悪くなかったようだ。

### 海燕との過去
朽木家に入ったあと、十三番隊に入隊。志波海燕を尊敬していたが、ある現場で、虚と同化した彼を殺害する。海燕が虚に操られていた状況とはいえ、その行動の動機の主体が自分の感情であったこともあり、この事件が心に暗い影を落とし、海燕の死に対し自責の念を抱え続けた。このことは彼の弟妹との確執をもたらし、アーロニーロ・アルルエリとの戦いにまで影響する。

### 一護との関係
一護にとっては自身と家族を救うために、死神の力を与えてくれた恩人であり、織姫はルキアを「一護の世界を変えた人」だと評している。ルキアにとっての一護は、初めて会ったときからなぜか信じることが出来る、特別な絆を感じさせる存在と感じていた。また互いに雨の日に起こったトラウマを持ち、両者が関わり合う過程のなかで、その暗い過去から脱却し、一歩前へ進む力を得ているようにいい影響を与え合う相手である。処刑から助けられ己の居場所を自ら尸魂界と定めたあとは、護り護られるような関係ではなく戦士として対等な立場で一護とともに戦おうとしている。

### 恋次との関係
同じ「戌吊」出身の阿散井恋次とは幼なじみで、そこで出会ったときから当時の仲間と一緒に生活していた。ともに霊術院に入学したが霊力の違いによりクラスが分かれ、さらに朽木家との養子縁組の話により、気遣う心が裏目となって一時期疎遠になる。捕縛時は白哉とともに敵のごとく現れたが、処刑の際には恋次と和解する。その後、現世派遣や虚圏突入では、行動をともにする。
物語の最後にて結婚。娘の苺花を授かる。

## 経歴

### 読切
虚を倒すために力を一気に使ってしまったため、煙草の箱ほどの大きさに体が縮んでしまい、力が戻るまでの1週間一護に代行を任せることにする。1週間経って力が回復し、大きさも元に戻ったため尸魂界に帰ることになるが、実は1週間の間の出来事が原因で帰国資格が剥奪されており、現世に留まることになる。本編と異なり、死神極東方面軍第3部隊所属。

### 死神代行篇
任務中に一護と出会い、虚によって負傷したため一護に力を渡して義骸に入り、回復を待つこととする。一護の家にも居候し、高校にも通う。戦いのなか、一護に死神や虚のことを教え、ほかの現世組とも関わっていくことになる。

### 尸魂界篇
やむを得ない事態だったとはいえ、死神能力の人間への譲渡という重罪を犯したことを咎められ、尸魂界に連れ戻され処罰を受ける。処刑が迫るなか、かつて自らが犯した罪を思い、犠牲を強いてまで助けられることより処刑による死を受け入れる心境に陥っていた。のちに、藍染がかつて行った虚の死神化の実験という経緯が海燕の死の裏にあったことを知る。一時は藍染惣右介の謀略により死刑囚となったが、一護や恋次や白哉らに助けられ、無事解放される。処刑中止後に海燕の妹・空鶴に海燕を殺したことを謝罪、志波家との間のわだかまりが解ける。その後、自らの意志で尸魂界に残ることを決意する。

### 破面篇
尸魂界で徐々に死神の力を取り戻していき、破面の現世襲来を受け恋次らとともに現世へと派遣され、一護たちと再会、黒崎家の居候として先遣隊の活動をする。グリムジョーたちが空座町に襲撃してきた際には、破面ディ・ロイ・リンカーを袖白雪で倒した。藍染および破面との決戦に備え、浦原に戦線離脱を通告された織姫と二人で尸魂界で修行を始める。
三度目の破面襲来時に虚圏に連れ去られた織姫を救出するため、一度は山本元柳斎重國の厳命によりほかの先遣隊メンバーとともに尸魂界に連れ戻される。白哉に後押しされ、恋次とともに一護たちの後を追う形で虚圏に潜入し、ルヌガンガを倒して一護たちと合流する。アーロニーロ・アルルエリとの交戦で相討って重症、ゾマリにとどめを刺されそうになったところを救援にきた白哉や花太郎に救われる。虚圏に幽閉されたあとは、花太郎に傷の治療を受け回復し、スタークに再び連れ去られた織姫の救出に向かう一護を恋次・チャドとともに援護、葬討部隊および隊長のルドボーンと交戦。ルドボーン戦勝利後は恋次・チャドとともにヤミーと交戦し、刀剣解放したヤミーに圧倒されるも、ウルキオラを倒して戻ってきた一護に窮地を救われる。空座町決戦終結後は一護の力の消失に伴い、一護と別れる。

### 死神代行消失篇
一護と再会するまでの間に十三番隊副隊長へと昇進し、髪も以前より短く切っている。一護の窮地に浦原や一心とともに現れ、隊長格ら死神の霊圧が込められた剣を突き刺すことで一護に死神としての能力を取り戻させ、のちに恋次・白哉・剣八・一角・日番谷とともに完現術者との決戦に参戦する。そして、毒ヶ峰リルカと交戦するが、リルカの完現術で気絶させられ心身の中に入られてしまった。しかし、一護と銀城との戦いを見ていたルキアが心の中で一護によって尸魂界百万年の不変がことごとく覆されたと思ったことで、それを聞いていたリルカの心を変えることになった。
小説『The Death Save The Strawberry』では、織姫と語らったことをきっかけに一護に死神の力を取り戻させようと決意し、浦原がそのために開発した「複数の死神の霊圧を込められる剣」に霊圧を込めさせようと行動していたことが明らかとなる。当初は人間への死神能力の譲渡は重罪であるため、問題ごとに巻き込ませない配慮から日番谷以外の日番谷先遣隊メンバーと花太郎に極秘に呼びかけたが、その動きが護廷十三隊内で広まり、一護に感謝する一般隊士の霊圧までも集うようになった。最終的に銀城出現の一報に伴い、このことを元柳斎にも知られるが、原作にあるように一護に死神の力を取り戻すことが護廷十三隊全体の総意となったため、これまでの活動の問責は不問となる。

### 千年血戦篇
尸魂界に攻め込んできた星十字騎士団のミニーニャ・マカロンと交戦している最中、白哉の危機を感知して向かおうとした隙を突かれて重傷を負う。その後、零番隊によって一護・白哉・恋次とともに霊王宮へ連れていかれ、『麒麟殿』の白骨地獄と血の池地獄で治療を受ける。回復後は、零番隊の兵主部一兵衛の零番離殿で恋次と修行していた。そして修行を完了し、恋次とともに瀞霊廷へ到着する。
帰還後は義兄・白哉の卍解を奪ったエス・ノトと対峙。修行により身につけた袖白雪の真の力と卍解、そして復活を果たして後から駆けつけた白哉の助けも受けて、エス・ノトを撃破した。その後、一護がユーハバッハのもとに向かうための時間を稼ぐため、恋次とともにバズビーと対峙する。その後は滅却師たちと協力関係となり、浦原を含めた護廷十三隊の隊長格とともに霊王宮へと向かう。その先で星十字騎士団のジェラルドに妨害されるも、白哉や剣八、日番谷らの援護でユーハバッハのいる部屋へと向かう。そして、最後の戦いへと向かう一護と恋次を、織姫とともに見送る。滅却師との戦いの後、10年後に十三番隊隊長へと昇進する。また、恋次と結婚し、阿散井苺花という死神見習の娘が誕生している。

## 戦闘方法

### 斬魄刀
斬魄刀の名は『袖白雪』（そでのしらゆき）
アニメ『斬魄刀異聞篇』で実体化した袖白雪の詳細はBLEACH 斬魄刀異聞篇#実体化した斬魄刀を参照。

#### 始解
能力解放とともに、刀身も鍔も柄もすべて純白の形状に変化し、柄頭に先の長い帯がつく。冷気を用いた技を繰り出す氷雪系の斬魄刀。現在、尸魂界でもっとも美しい斬魄刀と言われる。袖白雪から繰り出される技「初の舞・月白」「次の舞・白漣」はともに志波海燕との修行の基で編み出した技である。斬魄刀票では2位を獲得している。
この斬魄刀の真の力は「所有者自身の体温を氷点以下にする」こと。自らの体温を下げて自身に触れた者を凍てつかせることがこの斬魄刀の真価で、刀は氷結範囲を広げるための腕に過ぎない。この力を発動させて自らの霊子を制御することにより一時的に肉体を死亡させることが可能で、その肉体の中ではすべての分子運動が停止する。
解号は「舞え『袖白雪』（まえ『〜』）」。

#### 卍解
【卍解】の名は『白霞罸（はっかのとがめ）』。
発動には体を力に馴染ませるための時間が必要で、温度は絶対零度まで下げることも可能。しかし温度を下げれば下げるほどに活動限界時間が短くなり、絶対零度下では4秒しか動くことができない。さらに力を解除して体温を元に戻す際には時間をかけて徐々に温度を上げなければならず、一気に解こうとすると体組織が崩壊する危険性を持つ。能力解放とともに髪飾りをつけて着物をまとった美しい氷像のような姿となる。解放と同時に凄まじい冷気を周囲に放ち、影響下にあるものを一瞬で凍てつかせる。完全に凍てついた敵は氷の塵となって砕け散り、欠片すら残らないほどの威力を持つ。同時に前述の体組織崩壊の危険性の度合いも上がり、半歩でも卍解の解除を誤れば命を落とすほどになる。

#### 技
「初の舞・月白（そめのまい・つきしろ）」
刀で円を描いた場所の天地すべてを凍らせる。志波海燕との修業で開発。
「次の舞・白漣（つぎのまい・はくれん）」
刀で地面を四か所突き、そこから強大な凍気を一斉に雪崩のように放出して、敵を凍らせる。志波海燕との修業で開発。
「参の舞・白刀（さんのまい・しらふね）」
刀身の延長上に大気中の水分から形成した氷の刃で攻撃する。自在に刀身の長さを変えることもできる。アーロニーロ（破面篇）、群青（『地獄篇』）戦では刀身が折れた状態で使った。
「樹白（じゅはく）」
刀で地面を刺した場所から地面を伝い敵を凍らせる。アニメ272話でルドボーンを倒すときに使われた。

### 鬼道
鬼道に秀でており、上級鬼道を使用できるだけでなく、詠唱破棄や二重詠唱といった高等技術を使いこなす。初期の頃は、一護の回復も務めていた。
- 破道の四 白雷
- 破道の三十三 蒼火墜
- 破道の七十三 双蓮蒼火墜
アーロニーロ・アルルエリに対して使った鬼道（漫画では、破道の六十三と誤記されている）。
- 縛道の一 塞
第1話で、一護に対して使った縛道。
- 縛道の四 這縄
アーロニーロに対して、二重詠唱の際の時間稼ぎとして使用した鬼道。
- 縛道の九 撃（アニメにて使用）
- 縛道の六十一 六杖光牢
二重詠唱をすることによって、双連蒼火墜と同時にアーロニーロに対して使った鬼道。

## アニメの経歴

### バウント篇
死神の力は完全に回復していない状態ながらもバウント襲来により現世に派遣され、一護達との再会を通じ、彼らと共闘する。戦いのなかでバウント・馬橋のドール『リズ』により死神の力を引き出される形で死神化し、『リズ』に操られ織姫への攻撃を強いられてしまう。尸魂界帰還後、十三番隊に合流しようとした矢先にバウント・ヨシの猛攻に遭い重傷を負い、絶体絶命に陥った際に白哉に救出された。その後は戦線離脱するが、一護と狩矢の戦いを見届け、戦いの終了後は再び朽木家で療養する。

### 破面・虚圏潜入篇
織姫を助けるために恋次とともに虚圏へ乗り込み一護たちと合流するが、メノスの森に迷い込み、そこで虚に襲われそうになったところを助けてくれた死神・アシドと行動をともにする。アシドを説得して尸魂界に行くように薦めるが、アシドが一人メノスの森に残ったことにより、自分がアシドに同じ死神である藍染が裏切ったことを告げずにいたことを悔やんだ。

### 新隊長天貝繍助篇
本編と繋がらない独立したストーリー。現世にて一護の家に同居し、高校にも通いながら一護をサポートしている。ある日、尸魂界の上流貴族「霞大路家」の姫・霞大路瑠璃千代が現れ、殺し屋に命を狙われているために一護に護衛をするよう促し、ルキアもサポートすることとなる。殺し屋の一人である銅虎と対決し、自滅もあったとはいえ何とか退ける。その後、瑠璃千代がショックで帰ってしまい、一護とともに後を追って一護をサポートする。

### 斬魄刀異聞篇
本編と繋がらない独立したストーリー。造反した斬魂刀達が暴れ始めるなかで、自身の斬魄刀である袖白雪の攻撃で瀕死の重傷を負い、現世へと逃げ込んだ際に一護に救助された。騒乱の中で行方が知れない白哉の身を案じて尸魂界に戻り、再び袖白雪と対戦。ルキアが自分の力を独占していると感じる袖白雪の思いを知り、自身を苦しめるために大切な人たちを葬り去ろうとする袖白雪と完全に決別する決意を固め袖白雪と相打ち、その後に四番隊に救出された。村正が現世に向かったあと、戦闘をしている一護達のもとに駆けつけ、マユリによって復活した袖白雪でともに戦った。

### 護廷十三隊侵軍篇
霊力の減りつつある一護をサポートするために現世に残り、黒崎家に同居している。ある日、一護とともに虚退治をしていると、コンが倒れていた謎の少女・望実を連れてきて、霊力をまったく感じなかったことを不思議に思ったため、技術開発局に連絡する。そんなとき、尸魂界で事件が起こったためルキアは尸魂界から一護とともに戻る命を受ける。一護は事件の首謀者の影狼佐の罠で捕われてしまうが、ルキアは救い出して技術開発局から情報を得、夜一の援護もあって何とか逃げ出すことにする。その後、影狼佐の作った偽の死神たち（通称・霊骸たち）侵軍が現世に襲撃し、ルキアは自分の霊骸と対決するが、霊骸はオリジナルより性能が高いため、ルキアは敗れて戦線から離脱する。その後、回復して望実の覚醒にも協力し、攻めてきた霊骸の白哉と対決した。終盤は待機し、尸魂界での決戦に駆けつけて影狼佐と対決する。事件解決後も黒崎家に同居して一護を最後までサポートしたあと、一護の霊力が完全消滅したため別れを告げた。

### 劇場版
劇場版第3作『Fade to Black 君の名を呼ぶ』ではキーパーソン。恋次と出会う以前に「戌吊」で幼い姉弟と過ごした過去があったが、記憶を刈り取る虚に取り込まれた死神の襲撃で離れ離れになり、それ以前の過去を失っていた。その当時は、名前がない姉弟に、名前をつける約束をしていた。